# Naarda coelopis
Naarda coelopis är en fjärilsart som beskrevs av Turner 1936. Naarda coelopis ingår i släktet Naarda och familjen nattflyn. Inga underarter finns listade i Catalogue of Life.